# Villányi László (jogász)
Fürst (Villányi) László, 1937-ig Fürst (Budapest, 1903. július 21. – 1945. január 15.) magyar jogász, bíró, egyetemi tanár.

## Élete
Fürst Mátyás (1867–1940) ügyvéd és Schachtner Jozefa (1876–1950) fia. Hazai jogi tanulmányok után bírói pályára ment. 1936-tól egyetemi magántanárrá habilitálták Budapesten. Tagja volt Szladits Károly iskolájának. A Szladits-féle Magyar magánjog című gyűjteményes munka egyik munkatársaként dolgozott. Szladitscsal együtt kiadta a magyar magánjogi bírói gyakorlat rendszeres gyűjteményét. A Magyar Jogászegylet magánjogi szakosztályának titkára volt. A holokauszt áldozata lett.
Felesége Stábel Erzsébet Mária (1903–1945) volt, akit 1931. szeptember 15-én Budapesten vett nőül.

## Főbb művei
- Utaló magatartások. Pécs: Dunántúl Egyetem Ny., 1929. VIII, 116 p.
- Feljogosítás perlése. Budapest: Franklin, 1930. 15 p.
- A magánjog szerkezete. Budapest: Grill K. 1934. X, 477 p.
- A magyar bírói gyakorlat. Magánjog (Budapest, 1935)
- A kötelem megszűnése és elévülés. Budapest: Grill, 1939. 64 p.
- A kötelem alanyai. Budapest: Grill, 1939. 115 p.
- Ügyvitel. Budapest: Grill K. 1939. 36 p.
- A magánjog szerkezete (Budapest, 1941)
- A magyar magánjog tankönyve (Budapest, 1941)
- A magyar magánjog rövid története. Budapest: Grill, 1941. VIII, 464 p.

## Díjai, elismerései
- Baumgarten-díj, 1000 pengős jutalom (1932)[8]